# Grupul celor patru
Grupul celor patru a fost, după cum declara Barbu Brezianu, una dintre cele mai prestigioase asociații artistice formate în perioada interbelică în România. Ea a fost creată la sfârșitul anului 1925 de către pictorii Nicolae Tonitza, Ștefan Dimitrescu, Francisc Șirato și sculptorul Oscar Han prin coagularea viziunilor comune față de artă, în general, precum și prin asumarea responsabilă a condiției artistului în peisajul istoriei picturii și sculpturii moderne românești, în particular. Fondatorii au cultivat diversitatea propriilor tendințe creatoare ca principale calități ce au definit unitatea asociației. Gruparea s-a dizolvat de la sine o dată cu moartea lui Ștefan Dimitrescu, în anul 1933.